# 張占魁
張 占魁（ちょう せんかい）は中華民国の武術家。字は兆東。
李存義、薛顛らなどと共に、天津においての形意拳・八卦掌の普及に貢献が大であった。 
張は若年より武術を好み、初学を少林大紅拳、後に秘宗拳を学ぶ。性格は大胆不敵、体格は偉丈夫であった。恵まれた体格から強烈に繰出される大技から、人々に「砕天覇」・「閃電手」・「雷電手」などの異名で呼ばれたともいう（尚済氏の著作「形意拳技撃術」によれば、張占魁の得意技は「連環劈」であったとある）。
生家は農業を営んでいたが、河北地方一帯に発生した大旱魃により生活に困窮し、北平（北京）、天津などを遊歴し、後に天津に定着して果物販売業を営む。
張占魁20歳の時、李存義、田静傑、耿誠真などと知遇を得、その縁で劉奇蘭を拝して形意拳を学ぶ。後に1881年、李存義の紹介により北京で程廷華との友好を結び、八卦掌開祖、董海川の門下ともなる（実伝は程廷華から教わったとも言われている）。この時張は李存義、劉鳳春、尹徳安（尹福）らに呼びかけ、程廷華、田静傑、耿誠真などと共に七兄弟の盟を結ぶ。 
程廷華の死後、張は天津に帰り営務処頭領（捕盗官の長）の職など、警備関係の仕事に従事し、数多くの匪賊を捉えたという。1911年には李存義の呼びかけにより天津中華武士会にも参加し、自身も天津に武館を設け数多くの門弟に教授する。張の弟子は甚だ多く、一説によると張の教えた門弟の数はゆうに数千人ともいう。
晩年僧籍となり仏門に入るが、1938年食道癌により逝去した。張の弟子で著名な者は姜容樵、李剣秋などがよく知られている。また日本に初めて形意拳・八卦掌・太極拳の本格的な教授をはじめた王樹金は、この張占魁の閉門弟子（最後の拝師弟子）であった。